# Acalypha wilmsii
Acalypha wilmsii är en törelväxtart som beskrevs av Ferdinand Albin Pax, David Prain och John Hutchinson. Acalypha wilmsii ingår i släktet akalyfor, och familjen törelväxter. Inga underarter finns listade i Catalogue of Life.